# تهيجس تيمرمانز
تهيجس تيمرمانز (بالهولندية: Thijs Timmermans)‏ هو لاعب كرة قدم هولندي، ولد في 25 يوليو 1998 في Hazerswoude-Dorp ‏ في هولندا. لعب مع نادي دوردريخت.

## وصلات خارجية
- تهيجس تيمرمانز على موقع قاعدة بيانات كرة القدم.إي يو (الإنجليزية)
- تهيجس تيمرمانز على موقع Soccerway.com (الإنجليزية)